# Lisa Folkmarson Käll
Lisa Lena Sofia Louisa Folkmarson Käll, född 5 juni 1971, är en svensk filosof och genusvetare.
Lisa Folkmarson Käll är docent i filosofi. Hon disputerade i genusvetenskap vid Clark University och i filosofi vid Köpenhamns universitet. Lisa Folkmarson Källs huvudsakliga forskningsområde är frågor kring kropp och kroppslighet, levd subjektivitet, intersubjektivitet och annanhet, även könsskillnadsbegreppet i relation till kön/genus-distinktionen. Idag forskar Lisa Folkmarson Käll vid Institutionen för etnologi, religionshistoria och genusvetenskap vid Stockholms universitet. Sedan vårterminen 2017 är hon även studierektor för genusvetenskapen. 
Under 2013 började Lisa Folkmarson Käll blogga för tidningen Curie.

## Publikationer (i urval)
- Käll, Lisa Folkmarson (ed.) (Forthcoming 2015) Bodies, Boundaries and Vulnerabilities -- Interrogating Social, Cultural and Political Aspects of Embodiment. Springer.
- Zeiler, Kristin & Käll, Lisa Folkmarson (ed.) (2014) Feminist Phenomenology and Medicine. SUNY Press.
- Käll, Lisa Folkmarson (ed.) (2013) Dimensions of Pain. London & New York: Routledge.
- Björk, Ulrika & Käll, Lisa Folkmarson (ed.) (2010) Stil, Kön, Andrahet. Tolv essäer i feministisk filosofi. (Style, Sex, Otherness: Twelve Essays in Feminist Philosophy), Gothenburg: Daidalos.